# Christian Röckle
Christian Röckle (Eltingen 6 februari 1883 - Leonberg 16 augustus 1966) was een Duitse evangelist en missionaris. In 1924 richtte hij de Christlichen Notbund zur gegenseitigen Hilfe op, dat later de Leonberger Bausparkasse werd. Door het werk van Röckle ontstond de Philadelphiabeweging, een niet-confessionele christelijke gemeenschap. In 1945 richtte hij de Philadelphia gemeente op.

## Biografie

### Kinder- en jeugtijd
Christian Röckle was de vijfde van zeven kinderen van Wagner Christian Gottlieb Röckle en zijn vrouw Katharina Barbara - Kohler. Het geloof heeft hem als kind gevormd. In zijn autobiografie Die Fußspuren Gottes in meinem Leben (De voetafdrukken van God in mijn leven) beschrijft dat Christian toen hij vijf jaar was God door een droom tot hem sprak. Vanaf zijn zevende ging hij naar de methodistische zondagsschool. Die tijd omschrijft hij zelf als: de uren op deze zondagsschool behoren tot mijn dierbaarste jeugdherinneringen. Na zijn belijdenis trad hij toe tot de nieuw opgerichte christelijke jeugdvereniging CVJM (in het Engels bekend als YMCA) met deze vereniging bleef hij in contact. 
Zijn vader adviseerde hem om voor een loopbaan te kiezen in het onderwijs. Maar Christian koos ervoor om het vak van zadelmaker te leren. Na twee en een half jaar stage (1897-1899) werkte hij in Ulm en Karlsruhe. In het voorjaar van 1901 ging hij samen met een tuinman “op pad”. In Wetzlar sloot hij zich aan bij een gemeenschap van de Evangelische Gemeente in Elberfeld. Daar had hij op 7 juli 1901 een ervaring die hij vergeleek met  wat de apostel Paulus meemaakte onderweg naar Damascus -en beschreef als zijn bekering. 

### Missionaris
Het bijwonen van een missionarislezing over een zendingsreis naar Afrika maakte het verlangen bij Röckle los om ook missionaris te worden. Volgens zijn eigen verklaringen ontving hij in 1901 in Wetzlar, kort na zijn bekering, de goddelijke oproep om het evangelie te prediken.  Na twee jaar te hebben gewerkt in Welzheim en Stuttgart, nam hij ontslag. Hij ging op 18 Augustus 1903 in het missiehuis van de Basel Mission wonen. Daar ontving hij op 22-jarige leeftijd in maart 1905 de doop met de Heilige Geest en tegelijkertijd de gave van profetie, de uitrusting voor de bediening van het Woord van God. In zijn autobiografie benadrukt Röckle: “Ik had deze ervaring twee jaar voordat de Pinksterbeweging verscheen en heeft er dus niets mee te maken. Op 23-jarige leeftijd predikte hij zonder enige speciale voorbereiding de preek op het jaarlijkse bijeenkomst van een religieuze gemeenschap in Kandern bij Bazel.
Op zendingsreis door Baden Württemberg en de Palts met 14 broeders van het missiehuis. In de zomer van 1907 gebruikte Röckle zijn evangelische gave bij om mensen enthousiast te maken voor God. Hij woonde regelmatig evangelisatie bijeenkomsten bij. Hij was vooral onder de indruk van Elias Schrenk, die hij beschreef als een pionier van de evangelisatie in Duitsland; Röckle zag hem op vier bijeenkomsten voor het eerst in 1896 als 13-jarige in de stadskerk van Leonberg. Röckle noemt ook de evangelisten Samuel Keller, Georg von Viebahn, Jakob Vetter, Fritz Binde, Eugen Zimmermann, Ernst Modersohn en Sango Autenrieth in zijn autobiografie.
Een jaar voor het einde van de opleiding in het missiehuis werd Röckle voorgesteld als missionaris voor de Goudkust. Op 20 september 1908 werd hij tot zendeling gewijd. Na drie maanden Engelse les in Edinburgh begon hij op nieuwjaarsdag 1 januari 1909 aan de reis naar Afrika vanuit Dover. Op 27 januari 1909 kwam hij aan in Accra, de hoofdstad van de Goudkust (nu Ghana).
Zijn eerste missiepost was in Christiansborg (nu Accra). Veel  inwoners hadden nog dankbare herinneringen aan Elias Schrenk, die 30 jaar eerder als missionaris op dezelfde plaats had gewerkt. Net als Schrenk was Röckle van mening dat de dienst aan de Goudkust slechts "voorbereiding was op de grotere taak thuis". Binnen negen maanden leerde Röckle de taal zodanig dat hij erin kon prediken. Uiteindelijk gaat hij naar de missiepost in Odumase. Vanwege een levensbedreigend tropisch leverabces moest hij in 1911 voortijdig terugkeren naar Duitsland. Na een kuur in Tübingen werkte hij zeven maanden in de Berlijnse stadsmissie. Als missionaris predikant in Hersfeld reisde hij naar Hessen en Thüringen, waar hij zich zorgen maakt over lage niveau van een geestelijk leven onder de mensen. De Eerste Wereldoorlog verhinderde dat Röckle in 1914 opnieuw naar Afrika werd gestuurd. Zijn lever, die nog steeds niet volledig genezen was, was ook de reden waarom Röckle kort daarna uit militaire dienst werd geschorst en uiteindelijk volledig werd vrijgesteld.

### Evangelist
Tijdens de Eerste Wereldoorlog was Röckle werkzaam als parochiebestuurder in Maienfels (1914-1915), Schömberg (zomer 1918) en Schwabach (tot eind oktober 1918) en als stads- en parochievicaris in Welzheim. Er waren talrijke bekeringen in Maienfels. Dit was het begin van Röckles zendings- en evangelisatieactiviteit in Duitsland. In 1918 kwam Röckle in nauwer contact met de pinksterbeweging in Schwabach. Zijn ambtstermijn als parochiebestuurder in Rötenberg in het Zwarte Woud viel samen met de novemberrevolutie van 1918/19.
Van 1919 tot 1940 werkte Christian Röckle als evangelist in dienst van de Oude piëtistische gemeenschap. Gedurende de Tweede Wereldoorlog van 1940 tot 1945 nam de Evangelische Kerk in Württemberg hem in dienst als plaatsvervanger voor predikanten die werden opgeroepen voor militaire dienst. 
Naar eigen zeggen was Röckle aanvankelijk geen tegenstander van het nationaalsocialisme, maar kon hij er - afgezien van de houding tegenover de joden - positieve aspecten uit halen, bijvoorbeeld de zorg voor grote gezinnen. Later werd hij zich echter meer bewust van de misdadige kern van het regime en hield hij steeds meer rekening met de mogelijkheid dat Hitler zich zou kunnen ontwikkelen tot de antichrist. Een jaar na de machtsovername hield hij op 30 januari 1934 in een kerk een toespraak. Deze toespraak werd gemeld bij de Gestapo en Röckle kreeg een tijdelijk spreekverbod. Later, als parochiebestuurder in Reinsbronn, verspreidde hij ondanks een verbod religieuze geschriften. Hoewel hij herhaaldelijk in conflict kwam met de Gestapo, bleven hij en zijn familie uiteindelijk ongemoeid

### Philadelphia beweging
Volgens zijn eigen verklaring ontving Röckle in mei 1942 goddelijke instructies om de gemeenschap van christenen voor te bereiden op de wederkomst van Jezus, in het bijzonder met een beroep op de zeven brieven in het boek Openbaring . Volgens zijn opvatting, die hij baseerde op het bijbelse woord, behoort slechts een deel van de christenen tot de bruidsgemeente van Jezus, namelijk zij die een bewust leven leiden in het volgen van Jezus in de heiliging. Hij noemde deze mensen, die hij niet aan een bepaalde beweging wilde toewijzen, naar die in Openbaring 3:7 genoemde gemeente Philadelphia - Christenen. Vanaf dat moment zag hij het als zijn levenswerk om deze mensen te verzamelen en voor te bereiden op de wederkomst van Jezus. Zijn geschrift uit 1943 Die Vollendung der Philadelphia-Gemeinde der Endzeit und ihre Entrückung (De voleinding van de eindtijd-gemeente van Filadelfia en haar opname)  werd al snel op grote schaal verspreid. Zonder enige vorm van reclame was de eerste oplage van 5000 exemplaren al na vier weken uitverkocht. 
De Philadelphia-beweging bleef zich uitbreiden na de Tweede Wereldoorlog. Van 1946 tot de jaren 2010 werd jaarlijks een Philadelphia-conferentie gehouden in Leonberg. Telkens hadden ze het thema: "De wederkomst van Jezus en onze voorbereiding". Het tijdschrift Philadelphia-Briefe (Filadelfia brieven) is sinds 1948 het  tijdschrift van de beweging. In 1949 werd een uitgeverij met een boekhandel opgericht om de geschriften van Christian Röckle en andere literatuur te verspreiden. Röckle's geschriften werden ook vertaald in het Frans en Bulgaars.
De in 1945 opgerichte Philadelphia stichting onderhoud nog steeds een bejaardentehuis, een kindertehuis en een biologische boerderij.
Door zijn werk met de Philadelphia-beweging kwam het tot een breuk tussen Christian Röckle en de leiding van de piëtistische gemeenschappen ( Gnadauer Verband), waar hij tot 1942 had gewerkt. De Der Verband der Reichsgottesarbeiter (verband van arbeiders in rijk Gods) sloot Röckle uit. Een discussie over de relatie tussen de Filadelfia-beweging en de regionale kerk van Württemberg in 1952 te verduidelijken, leidde niet tot een oplossing. De belangrijkste reden was dat Röckle geen afstand wilde nemen van de volwassendoop . Tien jaar later schreef hij: “Het feit dat ik vandaag de dag door zowel de Methodisten als de Kerk algemeen wordt afgewezen, kan mijn standpunt niet aan het wankelen brengen. Ze mogen mij haten, maar ik hou nog steeds van ze.“
De theoloog en publicist Kurt Hutten beschreef Röckle als een "nuchter persoon", maar ook als een "charismatisch leider": "Hij was zich bewust van zijn goddelijke opdracht, maar dat zorgde niet voor allures. Bijvoorbeeld Röckle hield niet bij hoeveel mensen genazen als gevolg van zijn gebeden. Desondanks getuigen verschillende mensen dat ze door zijn gebeden zijn genezen. Hutten schrijft verder: "Met de dood van Röckle verloor de Philadelphia-beweging haar charismatische leiding. 

### Bouwfonds
In 1924, lang voordat de Philadelphia-beweging werd opgericht, had Christian Röckle vanwege de hoge inflatie, de Christlichen Notbund zur gegenseitigen Hilfe (Christelijke bond voor nood en wederzijdse hulp) afgekort CN opgericht. De bond was bedoeld om te helpen in noodgevallen in tijden van geldgebrek. Röckle wilde hiermee een voorbeeld stellen dat het monetaire systeem ook onder de heerschappij van Jezus zou moeten komen. 
Vijf jaar later, in 1929, richtte hij een bouwfonds op als onderdeel van de CN om de woningnood te lenigen. Het bouwfonds opereerde aanvankelijk onder de naam Creditgenossenschaft des Christlichen Notbundes zur gegenseitigen Hilfe eGmbH (CCN) en werd later omgedoopt tot Leonberger Bausparkasse . Röckle had "geen zakelijke interesse, alleen een evangelische interesse" in het bouwfonds. Voor de zakelijke kant huurde hij ervaren, gelovige zakenmensen in: "Voor mij was het bouwfonds geen wereldse aangelegenheid, maar een werk van Gods koninkrijk, dat in de eerste plaats het koninkrijk van God zou moeten dienen." Röckle publiceerde religieuze artikelen in het tijdschrift voor de bouwspaarders om hen voor het christendom te winnen. Omdat Christian Röckle zijn evangelisatiewerk niet wilde laten beperken door het bouwfonds, woonde hij de bestuurs- en raadsvergaderingen alleen bij als hij thuis was.
Na de snelle groei van het bouwfonds raakte het christelijke aspect steeds meer op de achtergrond. In december 1930 beschuldigde Röckle de twee directeuren van het bouwfonds van ongepaste salariseisen en onnodig hoge kosten voor huur, kantoormeubilair en apparatuur. Na ruzies over de door hem onchristelijke handelspraktijk, nam Röckle in 1937 ontslag als commissaris.

## Persoonlijk
Röckle was sinds 1921 getrouwd met Friederike Bühner (1899-1987) die 16 jaar jonger was dan hij. Samen hadden ze twee zonen en twee dochters.
- Bibliothèque nationale de France: cb12651445t (data)
- Gemeinsame Normdatei: 118601768
- International Standard Name Identifier: 0000 0000 1032 2901
- Système universitaire de documentation: 050594249
- Virtual International Authority File: 57407403
- WorldCat: E39PBJqBpHBYpVRbyFDWqYGWDq